# Thailand Open 2013
Il Thailand Open 2013 è stato un torneo di tennis che si è giocato su campi di cemento indoor. Si tratta della 11ª edizione del Thailand Open, che fa parte della categoria ATP World Tour 250 series nell'ambito dell'ATP World Tour 2013. Si è giocato all'Impact Arena di Bangkok in Thailandia dal 21 al 29 settembre 2013.

## Partecipanti

### Teste di serie
| Nazionalità | Giocatore       | Ranking | Testa di serie* |
| ----------- | --------------- | ------- | --------------- |
| Rep. Ceca   | Tomáš Berdych   | 6       | 1               |
| Francia     | Richard Gasquet | 9       | 2               |
| Canada      | Milos Raonic    | 11      | 3               |
| Francia     | Gilles Simon    | 16      | 4               |
| Russia      | Michail Južnyj  | 20      | 5               |
| Spagna      | Feliciano López | 26      | 6               |
| Finlandia   | Jarkko Nieminen | 42      | 7               |
| Rep. Ceca   | Lukáš Rosol     | 46      | 8               |

* Le teste di serie sono basate sul ranking al 16 settembre 2013.

### Altri partecipanti
I seguenti giocatori hanno ricevuto una wildcard per il tabellone principale:
- Laslo Đere
- Jeong Sun-young
- Wishaya Trongcharoenchaikul

I seguenti giocatori sono passati dalle qualificazioni:

- Marco Chiudinelli
- Alejandro Falla
- Santiago Giraldo
- Gō Soeda

## Campioni

### Singolare
Milos Raonic ha sconfitto in finale  Tomáš Berdych per 7–6(4), 6–3.
- È il quinto titolo in carriera per Raonic e il secondo dell'anno.

### Doppio
Jamie Murray /  John Peers hanno sconfitto in finale  Tomasz Bednarek /  Johan Brunström per 6-3, 3-6, [10-6].